# Weizigt
Weizigt is een monumentaal huis en voormalige buitenplaats in de Nederlandse stad Dordrecht, provincie Zuid-Holland. Het park is in gebruik als openbaar stadspark terwijl in het landhuis kantoorruimte is ondergebracht.

## Geschiedenis
Rond 1700 stond aan de Spuiweg – tegenwoordig de Krispijnseweg – een huis met classicistische tuinaanleg. Mogelijk was het huis in eigendom van Mattheus van den Broucke en zijn echtgenote Elisabeth Francken. Zij kocht in 1722 het goed Weizigt aan van Johan Bosman en liet er een nieuw huis op bouwen.
Na Elizabeth kwam het goed terecht bij Johan van der Burch. Toen hij overleed in 1771 werd er een taxatierapport van al zijn bezittingen opgesteld en daarin werd melding gemaakt van ‘een thuyn of buyteplaatsje, vanouds genaamt Weysigt’. Zowel Weizigt als enkele percelen aan de Markettenweg kwamen nu in bezit van zijn halfzus, jonkvrouw Sophia Adriana Hoeufft, kleindochter van Elisabeth Francken. Sophia trouwde in 1771 met Hendrik Onderwater, die het bezit met nieuwe grondaankopen verder uitbreidde. Een van de aankopen betrof een dubbel huis dat hij in 1779 kocht van Paulus Bosvelt. Waarschijnlijk heeft Onderwater dit ‘dubbele huis’ laten verbouwen tot het huidige herenhuis.
In 1782 verkocht Onderwater de buitenplaats Weizigt met het herenhuis, bijgebouwen, vijvers en tuinen aan Boudewijn de Roo.

### Familie De Roo
Boudewijn de Roo liet In 1794 liet het herenhuis grootschalig verbouwen, getuige het jaartal op de voorgevel. In 1834 volgde de bouw van de oranjerie en in 1886 het koetshuis en het washuisje.
De buitenplaats kreeg in de 19e eeuw te maken met de stadsuitbreidingen van Dordrecht. In 1872 werd aan de noordzijde van Weizigt het spoorwegstation gebouwd, waarna de bebouwing steeds verder oprukte. In 1875 werd de gemeente Dubbeldam – waar Weisigt onder viel – geannexeerd door Dordrecht. De familie De Roo streed in de 20e eeuw tevergeefs tegen alle bouwplannen, maar hun buitenplaats werd steeds meer omgeven door bebouwing en wegen. Daardoor bleven ze liever op een van hun andere huizen in de omgeving.

### Kantoor en stadspark
In 1942 kocht de gemeente Dordrecht de buitenplaats Weizigt aan. Na de oorlog werd het herenhuis eerst een sanatorium en vanaf 1965 een verpleeghuis voor ouderen. Het park werd omgevormd tot een openbaar stadspark. Vanaf 1971 werd het huis verhuurd en uiteindelijk ook gekraakt.  Een omvangrijke verbouwing in 1988 maakte Weizigt geschikt als kantoorruimte voor woningcorporatie Woondrecht, dat later opging in corporatie Woonbron.
Het 18e-eeuwse koetshuis dat rechts achter het herenhuis stond, is afgebroken.

## Beschrijving
Het herenhuis, de oranjerie, het park en het koetshuis zijn aangemerkt als rijksmonument.

### Herenhuis
Het blokvormige herenhuis bestaat uit een souterrain, bel-etage en tweede etage, afgedekt door een schilddak. Het jaartal 1784 op de fries zal betrekking hebben op een grootschalige verbouwing in dat jaar.
De voorgevel is ‘op vlucht’ opgetrokken met Utrechtse baksteen, terwijl de overige gevels zijn gebouwd van ijsselsteen. In de middenrisaliet van de voorgevel is de toegangsdeur aangebracht die via een bordestrap te bereiken is. Het souterrain is toegankelijk via twee deuren in de noordelijke zijgevel.
In In de 20e eeuw is veel van het interieur verloren gegaan. Door de diverse verbouwingen om het huis voor nieuwe functies geschikt te maken, is een groot deel verdwenen, zoals de keuken en de marmeren trap. Ook hebben diverse huurders gezorgd voor vernielingen. Tot slot heeft ook de familie De Roo veel waardevolle onderdelen meegenomen toen zij Weizigt in 1942 verlieten. Van het originele interieur zijn onder andere de marmeren vloer op de bel-etage, het stucwerkplafond in de rechter voorkamer en de gewelven in het souterrain behouden gebleven.

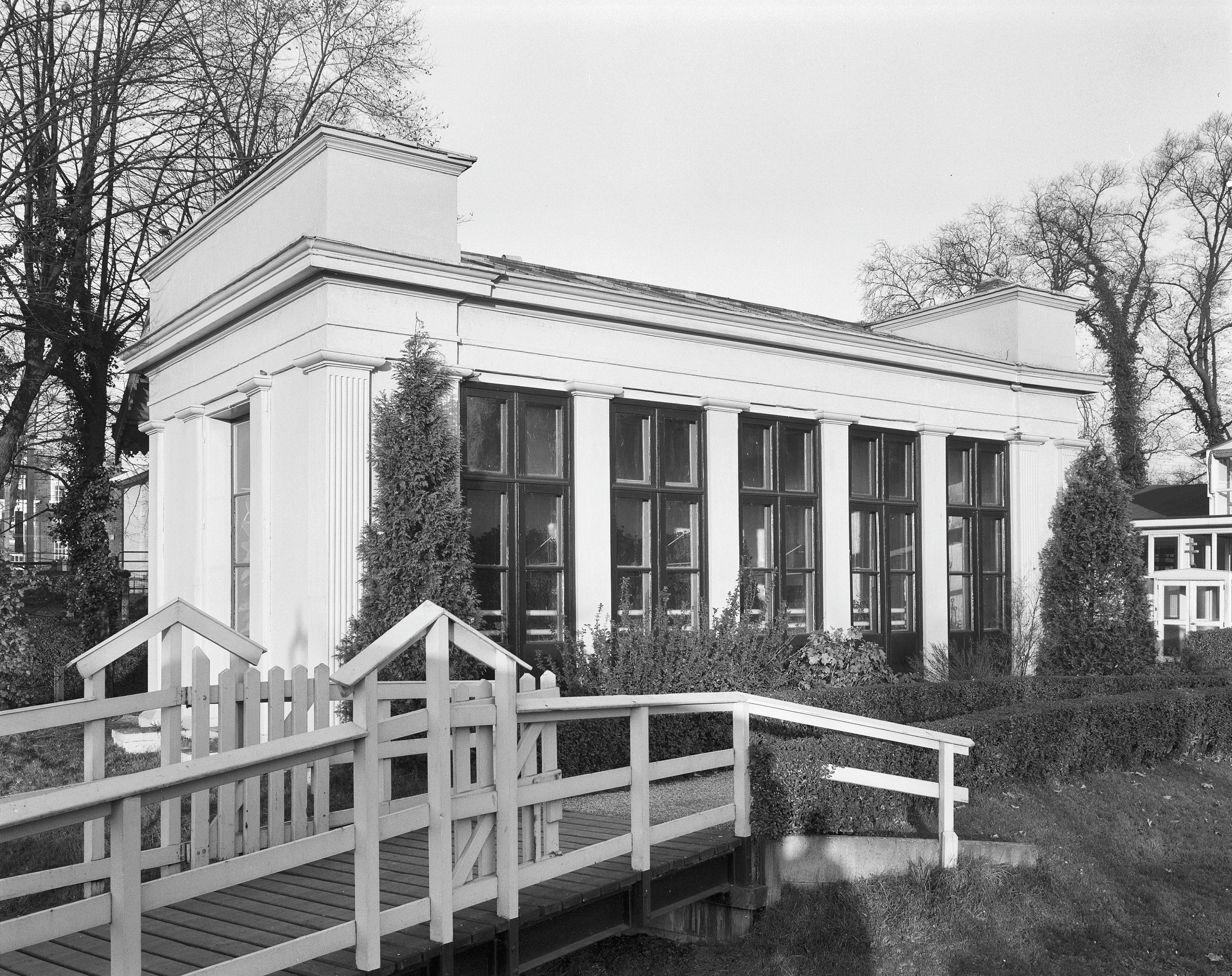
De oranjerie in 1961

### Oranjerie
In 1834 werd begonnen met de bouw van de oranjerie in Empirestijl. Mogelijk is J.D. Zocher jr. de ontwerper van de oranjerie. In 1886 werd tegen de achterzijde een washuis aangebouwd.
Anno 2024 verkeert de oranjerie in bouwvallige staat. De gemeente Dordrecht gaf begin 2024 aan de oranjerie te willen restaureren en te verplaatsen naar een locatie bij het koetshuis.

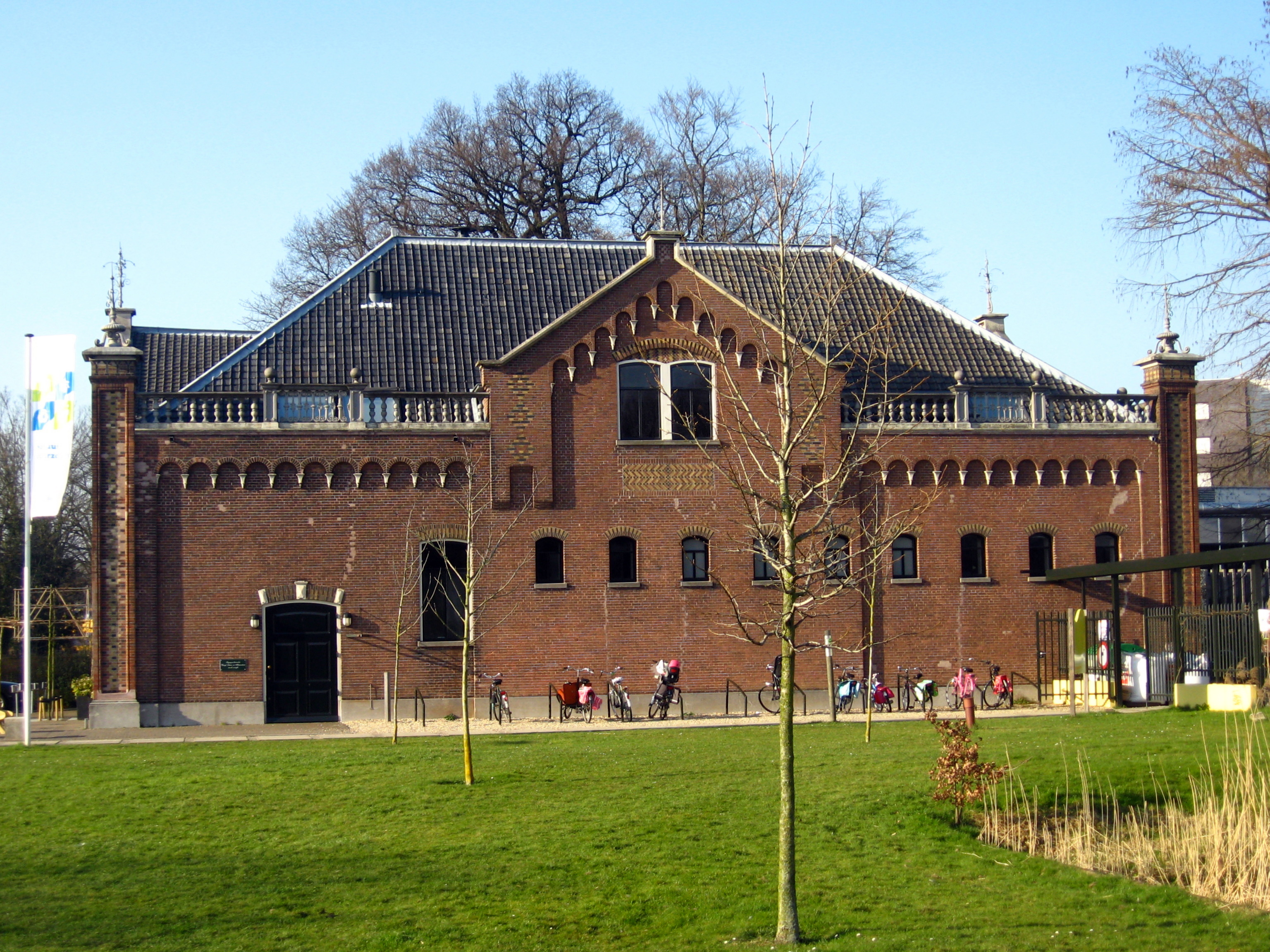
Koetshuis

### Koetshuis
In 1886 werd het vierkante koetshuis gebouwd in eclectische stijl. Naast een stalling voor koetsen en paarden zijn er ook een dienstwoning en werkruimtes. De gevels zijn symmetrisch, met in het midden een verhoogde puntgevel en aan weerszijden houten balustraden. In de achtergevel zijn de toegangspoorten voor de koetsen aangebracht. In 1995 werd het koetshuis gerestaureerd en in 2001 werd het aangemerkt als rijksmonument.
Het gebouw is anno 2024 in gebruik bij Duurzaamheidscentrum Weizigt.

### Park
In de 18e eeuw waren de tuinen nog in classicistische stijl aangelegd. Wanneer deze zijn verdwenen is niet bekend, maar in de 19e eeuw lag er een tuin in de Engelse landschapsstijl. Begin 20e eeuw was de tuin verdeeld over een bos, hoenderpark en een vijver, waarbij het bos bedoeld was voor de houtproductie.
De gemeente Dordrecht kocht de buitenplaats in 1942 aan en maakte na afloop van de oorlog van het park een werkverschaffingsproject: naar ontwerp van S.G.A. Doorenbos werd het park omgevormd tot een openbaar park dat de verbinding ging vormen tussen het centrum en de buitenwijken. Van de oorspronkelijk 44 hectare park bleef er 9 hectare over. Een bouwvallige theekoepel werd afgebroken en de aangetroffen resten van een 17e-eeuwse boerderij werden geruimd. In 1948 was het park gereed. In 1975 werden plantenkassen, een kruidentuin en een leslokaal toegevoegd. Tot slot werd er een kinderboerderij gerealiseerd.